# Kurt Mickoleit
Kurt Mickoleit alias A. K. T. Tielo (* 11. August 1874 in Tilsit; † 23. August 1911 in Berlin), war ein deutscher Schriftsteller und Lyriker aus Preußisch Litauen.

## Leben
Mickoleit studierte an der Albertus-Universität Königsberg und der Ludwig-Maximilians-Universität München, die ihn 1902 zum Dr. phil. promovierte. Zu der Doktorarbeit über Moritz Graf von Strachwitz suchte er Rat bei Theodor Fontane. Über Fontanes erste Gedichte schrieb er 1899 in der Allgemeinen Zeitung. Der Königsberger Goethe-Bund unterstützte ihn Anfang des 20. Jahrhunderts. Mickoleit starb im Alter von 37 Jahren.

## Werke
- Die Dichtung des Grafen Moritz von Strachwitz. Ein Beitrag zur deutschen Literaturgeschichte. Berlin 1902 (Forschungen zur neueren Litteraturgeschichte 20), (Auch reprographischer Druck: Gerstenberg, Hildesheim 1977, ISBN 3-8067-0610-7).
- Klänge aus Litauen, 1907.
- Aus der Jugendzeit, 1910.
- Memelland und Memelstrom. Leipzig 1936.